# Batis de Bioko
La batis de Bioko (Batis poensis) és un ocell de la família dels platistèirids (Platysteiridae).

## Hàbitat i distribució
Viu a la selva pluvial de l'illa de Bioko, al golf de Guinea.